# De nacht van de roofvogels
De nacht van de roofvogels is het eerste stripalbum uit de stripreeks Jeremiah. Het album is geschreven en getekend door Hermann Huppen. Van dit album verschenen tot nu toe zes drukken, o.a. bij uitgeverij Harko Magazines en Novedi in 1979, Novedi in 1983 en 1986, en bij uitgeverij Dupuis in de collectie Spotlight, in 1993, 1995, 2003. Voorpublicatie vond plaats in het tijdschrift Wham.

## Inhoud
In de nacht van de roofvogels ontmoet Jeremiah, Kurdy Malloy. Na een aanval door plunderaars wordt Bends Hatch, het dorp van Jeremiah overvallen en verwoest waarbij de meeste dorpelingen worden vermoord. De opdrachtgever is de sinistere schurk Fat-Eye, wiens passie roofvogels zijn. Jeremia, die niet weet waar hij heen moet, besluit Kurdy te volgen met het doel wraak te nemen en in de hoop enkele overlevenden uit zijn dorp te vinden. 

## Achtergrond
Hermann legde met dit eerste album de basis voor zijn langst lopende serie 'Jeremiah'. Op de eerste pagina wordt kort uiteen gezet, en dit zal de enige keer in alle albums zijn, wat min of meer in het verleden is voorgevallen, twee generaties daarvoor, het nucleaire conflict tussen zwarten en blanken. Alle ingrediënten zoals wij die kennen uit de serie zijn in dit deel al aanwezig: de haat-liefdeverhouding van Kurdy en Jeremia, het wrede universum van de nieuwe wereld veroorzaakt door de afwezigheid van wetten, en de typisch grafische vormgeving van de hand van Hermann.

## Trivia
Het album 'de nacht van de roofvogels' was het debuut van Hermann als scenarioschrijver, die als tekenaar van de reeksen Comanche en Bernard Prince reeds zijn sporen had verdiend als striptekenaar.